# Diplazium purdieanoides
Diplazium purdieanoides là một loài dương xỉ trong họ Athyriaceae. Loài này được Hieron. mô tả khoa học đầu tiên năm 1908.
Danh pháp khoa học của loài này chưa được làm sáng tỏ. 